# حسن أباد (ده كردي)
حسن أباد (بالإنجليزية: Hasanabad, Bam)‏ هي مستوطنة تقع في إيران في كرمان.